# 天主教武端教区
天主教武端教区 （拉丁語：Dioecesis Butuanensis）是菲律賓一個羅馬天主教教區，屬天主教卡加延-德奥罗总教区。轄區包括北阿古桑省及南阿古桑省。
2006年有教友1,013,000人、48個堂區、94名司鐸。現任教區主教為葛斯默·R·阿爾梅迪拉。
1967年3月20日設教區。